# Oreophryne kapisa
Oreophryne kapisa là một loài ếch trong họ Nhái bầu. Chúng là loài đặc hữu của Indonesia.
Các môi trường sống tự nhiên của chúng là các khu rừng ẩm ướt đất thấp nhiệt đới hoặc cận nhiệt đới, đầm nước, vườn nông thôn, và các khu rừng trước đây bị suy thoái nặng nề.